# Persone di nome Guglielmo/Nobili
| Questa pagina contiene informazioni ricavate automaticamente dalle voci biografiche con l'ausilio del template Bio e di un bot. L'aggiornamento è periodico e automatico e ricostruisce completamente la pagina. Se manca una persona in questa lista, sei pregato di non aggiungerla, ma accertati piuttosto che la sua voce biografica contenga il template Bio e che i dati anagrafici siano correttamente compilati. Se il template Bio manca, inseriscilo tu stesso o, in alternativa, metti l'avviso {{tmp\|Bio}} che ne segnala la mancanza. Se i dati riportati sono sbagliati, correggi direttamente la voce biografica; le modifiche saranno visibili in questa lista entro pochi giorni. Per chiarimenti vedi il progetto antroponimi. La lista contiene solo le 135 persone che sono citate nell'enciclopedia e per le quali è stato implementato correttamente il template Bio. Pagina aggiornata al 22 lug 2025. |

Questa è una lista di persone presenti nell'enciclopedia che hanno il nome Guglielmo e sono nobili.

## A(3)
- Guglielmo Aldobrandeschi, nobile italiano († 1254)
- Guglielmo Gustavo di Anhalt-Dessau, nobile (Dessau, n. 1699 - Dessau, † 1737)
- Guglielmo Ludovico di Anhalt-Harzgerode, nobile tedesco (Harzgerode, n. 1643 - Harzgerode, † 1709)

## B(2)
- Guglielmo Batt, nobile inglese (Collingbourne, n. 1744 - Genova, † 1812)
- Guglielmo II di Brunswick-Lüneburg, nobile tedesco (Luneburgo, † 1369)

## D(35)
- Guglielmo d'Assia-Kassel, nobile (Wiesbaden, n. 1787 - Copenaghen, † 1867)
- Guglielmo II di Dampierre, nobile († 1231)
- Guglielmo I d'Assia, nobile (n. 1466 - Spangenberg, † 1515)
- Guglielmo di Ribagorza, nobile spagnolo (Val d'Aran, † 1017)
- Guglielmo II di Pallars Sobirà, nobile spagnolo
- Guglielmo III di Sicilia, nobile italiano (n. 1185 - Hohenems)
- Guglielmo IV di Lussemburgo, nobile (Wiesbaden, n. 1852 - Colmar-Berg, † 1912)
- Guglielmo V del Monferrato, nobile italiano († 1191)
- Guglielmo Enrico di Hannover, nobile inglese (Westminster, n. 1743 - Londra, † 1805)
- Guglielmo Federico di Hannover, nobile inglese (Roma, n. 1776 - Bagshot Park, † 1834)
- Guglielmo d'Évreux, nobile normanno († 1118)
- Guglielmo, duca di Gloucester, nobile britannico (Londra, n. 1689 - Windsor, † 1700)
- Guglielmo Raimondo I Moncada, nobile e militare spagnolo († 1328)
- Guglielmo II d'Orange, nobile olandese (L'Aia, n. 1626 - L'Aia, † 1650)
- Guglielmo d'Austria, nobile tedesco († 871)
- Guglielmo de Braose, IV signore di Bramber, nobile britannico (Corbeil, † 1211)
- Guglielmo de Braose, III signore di Bramber, nobile britannico
- Guglielmo de Braose, II barone di Braose, nobile britannico
- Guglielmo di Fürstenberg-Heiligenberg, nobile tedesco (n. 1586 - † 1618)
- Guglielmo di Hohenzollern-Sigmaringen, nobile (Düsseldorf, n. 1864 - Sigmaringen, † 1927)
- Guglielmo di Lussemburgo, nobile lussemburghese (Lussemburgo, n. 1981)
- Guglielmo Raimondo II di Moncada, nobile e militare spagnolo († 1228)
- Guglielmo Raimondo I di Moncada, nobile († 1173)
- Guglielmo I di Narbona, nobile francese (Narbona - Narbona, † 1397)
- Pierre de Tiniéres, nobile francese († 1447)
- Guglielmo Luigi di Nassau-Saarbrücken, nobile tedesco (Ottweiler, n. 1590 - Metz, † 1640)
- Guglielmo Enrico di Nassau-Usingen, nobile tedesco ('s-Hertogenbosch, n. 1684 - Usingen, † 1718)
- Guglielmo V di Orange-Nassau, nobile (L'Aia, n. 1748 - Braunschweig, † 1806)
- Guglielmo IV di Orange-Nassau, nobile (Leeuwarden, n. 1711 - L'Aia, † 1751)
- Guglielmo, conte di Poitiers, nobile britannico (Normandia, n. 1153 - Wallingford Castle, † 1156)
- Guglielmo di Tocco, nobile italiano (Melfi - Napoli, † 1335)
- Guglielmo di Voltaggio, nobile e ambasciatore italiano (Voltaggio, n. 1160 - Genova, † 1234)
- Guglielmo I di Weimar, nobile tedesco († 963)
- Guglielmo II di Weimar, nobile tedesco († 1003)
- Guglielmo III di Weimar, nobile tedesco († 1039)

## F(1)
- Guglielmo di Ferrers, V conte di Derby, nobile inglese (n. 1193 - † 1254)

## G(73)
- Guglielmo di Warenne, nobile inglese (n. 1166 - † 1240)
- Guglielmo II di Puglia, nobile (n. 1095 - † 1127)
- Guglielmo di Croÿ, nobile (n. 1458 - Worms, † 1521)
- Guglielmo I de Cardona, nobile († 1225)
- Guglielmo V d'Assia-Kassel, nobile tedesco (Kassel, n. 1602 - Kassel, † 1637)
- Guglielmo d'Assia-Rotenburg, nobile (Kassel, n. 1648 - Langenschwalbach, † 1725)
- Guglielmo di Loritello, nobile
- Guglielmo di Baden, nobile (Karlsruhe, n. 1792 - Karlsruhe, † 1859)
- Guglielmo di Baden-Baden, nobile tedesco (Baden-Baden, n. 1593 - Baden-Baden, † 1677)
- Guglielmo IV di Weimar, nobile tedesco († 1062)
- Guglielmo Federico di Brandeburgo-Ansbach, nobile (Ansbach, n. 1686 - Unterreichenbach, † 1723)
- Guglielmo Francesco d'Asburgo-Teschen, nobile austriaco (Vienna, n. 1827 - Weikersdorf am Steinfelde, † 1894)
- Guglielmo Federico di Württemberg, nobile (Stettino, n. 1761 - Kernen im Remstal, † 1830)
- Guglielmo II di Bures, nobile francese († 1158)
- Guglielmo II di Narbona, nobile francese (Narbona - Verneuil-sur-Avre, † 1424)
- Guglielmo il Maresciallo, II conte di Pembroke, nobile britannico (n. 1190 - † 1231)
- Guglielmo IV di Nevers, nobile francese (Acri, † 1168)
- Guglielmo di Winchester, nobile (Winchester, n. 1184 - Luneburgo, † 1213)
- Guglielmo Federico di Schleswig-Holstein, nobile (Schleswig-Holstein, n. 1891 - Coburgo, † 1965)
- Guglielmo di Schaumburg-Lippe, nobile (Bückeburg, n. 1834 - † 1906)
- Guglielmo d'Assia-Philippsthal-Barchfeld, nobile (Rotenburg an der Fulda, n. 1905 - Gór, † 1942)
- Guglielmo di Mortain, nobile francese (Bermondsey)
- Guglielmo di Sabran e Forcalquier, nobile († 1250)
- Guglielmo II d'Assia-Wanfried-Rheinfels, nobile tedesco (Langenschwalbach, n. 1671 - Parigi, † 1731)
- Guglielmo I d'Olanda, nobile olandese (L'Aia - † 1222)
- Guglielmo II di Namur, nobile francese (n. 1355 - Namur, † 1418)
- Guglielmo I di Namur, nobile francese (n. 1324 - Namur, † 1391)
- Guglielmo I di Meißen, nobile tedesco (Dresda, n. 1343 - Grimma, † 1407)
- Guglielmo II di Nevers, nobile e militare francese (n. 1083 - Grande Chartreuse, † 1148)
- Guglielmo II di Berg, nobile tedesco (n. 1348 - † 1408)
- Guglielmo I di Ponthieu, nobile francese († 1171)
- Guglielmo di Solms-Braunfels, nobile (Braunfels, n. 1759 - Braunfels, † 1837)
- Guglielmo I di Bellême, nobile normanno († 1031)
- Guglielmo II Talvas, nobile normanno
- Guglielmo Augusto di Brunswick, nobile tedesco (Harburg, n. 1564 - Harburg, † 1642)
- Guglielmo II di Meißen, nobile tedesco (n. 1371 - † 1425)
- Guglielmo II d'Alvernia, nobile francese
- Guglielmo II di Ginevra, nobile (Domène, † 1252)
- Guglielmo I di Jülich, nobile († 1361)
- Guglielmo di Jülich, nobile tedesco (n. 1382 - Bielefeld, † 1428)
- Guglielmo di Jülich-Berg, nobile tedesco (n. 1455 - Düsseldorf, † 1511)
- Guglielmo I di Berg, nobile († 1308)
- Guglielmo I di Traungau, nobile tedesco
- Guglielmo I di Tubinga, nobile tedesco († 1256)
- Guglielmo di Weimar-Orlamünde, nobile tedesco (Worms, n. 1112 - Cochem, † 1140)
- Guglielmo I di Ginevra, nobile franco († 1195)
- Guglielmo III di Ginevra, nobile († 1320)
- Guglielmo d'Altavilla, signore di Gesualdo, nobile italiano (n. 1090)
- Guglielmo di Brienne, nobile francese († 1199)
- Guglielmo del Bosco, nobile italiano († 1180)
- Guglielmo II Ruggero, nobile francese (Rosiers-d'Égletons, n. 1290 - Cornillon, † 1380)
- Guglielmo II di Ceva, nobile italiano
- Guglielmo V di Montpellier, nobile francese († 1121)
- Guglielmo III di Ross, nobile scozzese (Ross-shire, † 1372)
- Guglielmo I del Monferrato, nobile franco
- Guglielmo I di Hainaut, nobile francese (n. 1286 - Valenciennes, † 1337)
- Guglielmo d'Aquitania, nobile (Gellona, † 812)
- Guglielmo II del Monferrato, nobile franco († 961)
- Guglielmo II di Baviera-Straubing, nobile (n. 1365 - Bouchain, † 1417)
- Guglielmo Giordano di Cerdanya, nobile († 1110)
- Guglielmo II di Hainaut, nobile (n. 1307 - Stavoren, † 1345)
- Guglielmo III di Baviera, nobile (Monaco di Baviera, n. 1375 - Monaco di Baviera, † 1435)
- Guglielmo IV d'Assia-Kassel, nobile (Kassel, n. 1532 - Kassel, † 1592)
- Guglielmo IV di Tolosa, nobile (Terra santa, † 1094)
- Guglielmo VI d'Assia-Kassel, nobile tedesco (Kassel, n. 1629 - Haina, † 1663)
- Guglielmo VI di Aquitania, nobile (n. 1004 - † 1038)
- Guglielmo VII d'Assia-Kassel, nobile tedesco (Kassel, n. 1651 - Parigi, † 1670)
- Guglielmo VIII d'Assia-Kassel, nobile (Kassel, n. 1682 - Rinteln, † 1760)
- Guglielmo Adelin, nobile normanno (Winchester, n. 1103 - La Manica, † 1120)
- Guglielmo Cliton, nobile normanno (Rouen, n. 1102 - Saint-Omer, † 1128)
- Guglielmo d'Assia-Philippsthal, nobile (Philippsthal, n. 1726 - Philippsthal, † 1810)
- Guglielmo d'Assia-Philippsthal-Barchfeld, nobile (Philippsthal, n. 1692 - Breda, † 1761)
- Guglielmo d'Orléans, nobile franco († 866)

## I(1)
- Guglielmo in Baviera, nobile tedesco (Gelnhausen, n. 1752 - Bamberga, † 1837)

## L(2)
- Guglielmo I de La Marck, nobile e militare tedesco (n. 1446 - Maastricht, † 1485)
- Guglielmo I di Normandia, nobile normanno (Rouen - Picquigny, † 942)

## M(9)
- Guglielmo Malcovenant, nobile normanno (Sicilia)
- Guglielmo Raimondo VI Moncada, nobile, politico e militare italiano (n. 1465 - Adernò, † 1510)
- Guglielmo Raimondo Moncada Carroz, nobile, politico e militare italiano (Palermo, † 1448)
- Guglielmo Raimondo Moncada, nobile, politico e militare italiano
- Guglielmo Raimondo II Moncada, nobile e militare italiano (Messina, † 1348)
- Guglielmo Raimondo III Moncada, nobile, politico e militare italiano (Lentini, † 1398)
- Guglielmo Raimondo IV Moncada, nobile, politico e militare italiano (Ciminna, † 1465)
- Guglielmo Raimondo V Moncada, nobile, politico e militare italiano († 1466)
- Guglielmo Mozzoni, nobile, architetto e partigiano italiano (Milano, n. 1915 - Milano, † 2014)

## N(3)
- Guglielmo Federico di Nassau-Dietz, nobile olandese (Arnhem, n. 1613 - Leeuwarden, † 1664)
- Guglielmo I di Nassau-Dillenburg, nobile olandese (Dillenburg, n. 1487 - Dillenburg, † 1559)
- Guglielmo di Nassau-Hilchenbach, nobile tedesco (Dillenburg, n. 1592 - Rheinberg, † 1642)

## P(4)
- Guglielmo del Palatinato-Zweibrücken, nobile e generale tedesco (Zweibrücken, n. 1754 - Monaco di Baviera, † 1807)
- Guglielmo Pallavicino di Oberto, nobile italiano († 1217)
- Guglielmo Pecori Giraldi, nobile, generale e politico italiano (Borgo San Lorenzo, n. 1856 - Firenze, † 1941)
- Guglielmo Peralta, nobile italiano (Caltanissetta, † 1392)

## S(1)
- Guglielmo Ernesto di Sassonia-Weimar-Eisenach, nobile tedesco (Weimar, n. 1876 - Henryków, † 1923)

## W(1)
- Guglielmo di Warenne, II conte di Surrey, nobile britannico († 1138)